# 弗赖西内勒热拉
弗赖西内勒热拉（法語：Frayssinet-le-Gélat，法語發音：[fʁɛsinɛ lə ʒela]）是法国洛特省的一个市镇，位于该省西部，属于卡奥尔区。

## 地理
弗赖西内勒热拉（44°34'57"N, 1°9'50"E）面积23.14 平方千米，位于法国奧克西塔尼大區洛特省，该省份为法国西南部内陆省份，北起顺时针与科雷兹省、康塔爾省、阿韦龙省、塔恩-加龙省、洛特-加龍省和多尔多涅省接壤。
与弗赖西内勒热拉接壤的市镇（或旧市镇、城区）包括：圣卡普赖、卢布雅克、佩里戈尔自由城、卡萨涅、古茹纳克、蒙克莱拉、波马雷德。
弗赖西内勒热拉的时区为UTC+01:00、UTC+02:00（夏令时）。

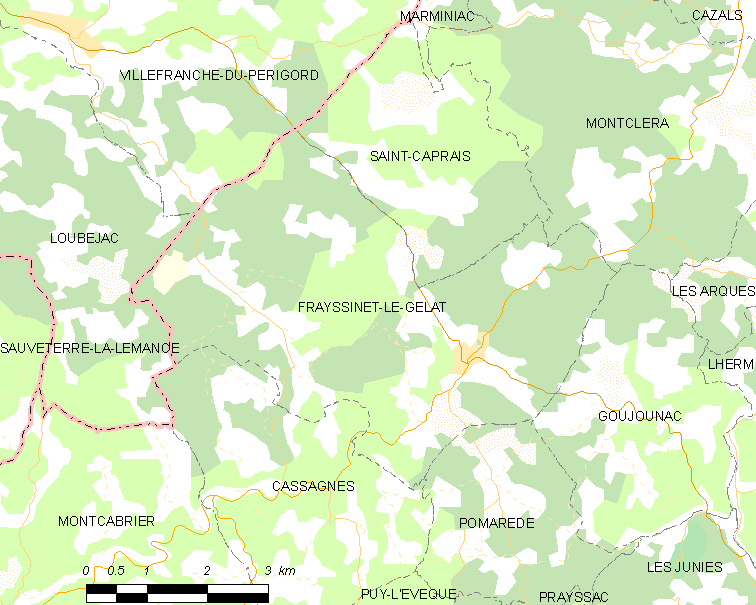
弗赖西内勒热拉的OSM定位图

## 行政
弗赖西内勒热拉的邮政编码为46250，INSEE市镇编码为46114。

## 政治
弗赖西内勒热拉所属的省级选区为皮莱韦克县。

## 交通
洛特省省道D660线和D673线在境内交汇，另有省道D28线、D44线和D46线过境。

## 人口

1962-2008年间弗赖西内勒热拉人口变化图示

弗赖西内勒热拉于2022年1月1日时的人口数量为375人。